# Merluccius
Het geslacht Merluccius is een van de vijf/vier geslachten uit de familie Merlucciidae (Heken). Zij worden sinds de negentiende eeuw tot een aparte familie gerekend binnen de orde van de Gadiformes (Kabeljauwachtigen).

## Kenmerken
Zij hebben twee rugvinnen en één aarsvin. Zij hebben kaken met twee tot drie rijen vrij grote, scherpe tanden.

## Soorten
Het geslacht Meluccius heeft 14 soorten.
Geslacht Merluccius
- Merluccius albidus (Mitchill, 1818)
- Merluccius angustimanus Garman, 1899
- Merluccius australis (Hutton, 1872) – Australische heek
- Merluccius bilinearis (Mitchill, 1814) – Noordwestatlantische heek
- Merluccius capensis Castelnau, 1861 – Zuid-Afrikaanse heek
- Merluccius hernandezi Mathews, 1985
- Merluccius hubbsi Marini, 1933 – Argentijnse heek
- Merluccius merluccius (Linnaeus, 1758) – Heek
- Merluccius paradoxus Franca, 1960
- Merluccius patagonicus Lloris & Matallanas, 2003
- Merluccius polli Cadenat, 1950 – Benguelaheek
- Merluccius productus (Ayres, 1855) – Pacifische heek
- Merluccius senegalensis Cadenat, 1950 – Senegalese heek
- Merluccius tasmanicus Matallanas & Lloris, 2006 – Tasmaanse heek

## Voetnoot
1. ↑  H.Nijssen & S.J. de Groot, 1987. De vissen van Nederland. KNNV uitgeverij Utrecht/Zeist
2. ↑  Species list downloaded 24 aug. 2010